# Pentalenen oksigenaza
Pentalenen oksigenaza (EC 1.14.13.133, PtlI) je enzim sa sistematskim imenom pentalenen,NADPH:kiseonik 13-oksidoreduktaza. Ovaj enzim katalizuje sledeću hemijsku reakciju
pentalenen + 2 NADPH + 2 H+ + 2 O2 {\displaystyle \rightleftharpoons } pentalen-13-al + 2 NADP+ + 3H2O (sveukupna reakcija)
(1a) pentalenen + + + O2 {\displaystyle \rightleftharpoons } pentalen-13-ol + + + 2O
(1b) pentalen-13-ol + + + O2 {\displaystyle \rightleftharpoons } pentalen-13-al + + + 22O
Ovaj enzim je hem-tiolatni protein (P-450). On učestvuje u biosintezi pentalenolaktona i srodnih antibiotika.

## Literatura
- Nicholas C. Price; Lewis Stevens (1999). Fundamentals of Enzymology: The Cell and Molecular Biology of Catalytic Proteins (Third изд.). USA: Oxford University Press. ISBN 019850229X.
- Eric J. Toone (2006). Advances in Enzymology and Related Areas of Molecular Biology, Protein Evolution (Volume 75 изд.). Wiley-Interscience. ISBN 0471205036.
- Branden C; Tooze J. Introduction to Protein Structure. New York, NY: Garland Publishing. ISBN 0-8153-2305-0.
- Irwin H. Segel. Enzyme Kinetics: Behavior and Analysis of Rapid Equilibrium and Steady-State Enzyme Systems (Book 44 изд.). Wiley Classics Library. ISBN 0471303097.

## Spoljašnje veze
- Pentalenene+oxygenase на 